# Den täta elden
Den täta elden är en svensk-isländsk TV-serie i två delar från 1995 i regi av Daniel Alfredson. I rollerna ses bland andra Tova Magnusson-Norling, Helge Jordal och Görel Crona.

## Handling
Petra flyttar från storstaden till ett kollektiv på landet. Liss, Joan och Pia-Lena lever sitt liv på ett sätt som till en början är främmande för Petra, men allt eftersom dras hon in i deras krets. Hon befinner sig snart i ett maktspel färgat av religiösa undertoner, lett av den mystiske och karismatiske Alex. Petra låter sig påverkas och faller offer för gruppens manipulationer.

## Rollista
- Tova Magnusson-Norling – Petra
- Helge Jordal – Alex
- Görel Crona – Pia-Lena
- Karin Sjöberg – Joan
- Jessica Zandén – Liss
- Bo Fager – Frodo
- Rozita Auer – Traudi
- Ann Petrén – fru Persson
- Mats Bergman – Rune Persson
- Donald Högberg – konduktören
- Lars Edström – läkaren
- Cecilia Söderlind – sjuksköterskan

## Om serien
Den täta elden producerades av Magdalena Jangard och Anders G. Carlsson för Sveriges Television AB Kanal 1, Ríkisútvarpið-Sjónvarpid (RÚV) och Nordiska TV-samarbetsfonden. Serien bygger på romanen med samma namn av Inger Edelfeldt från 1987, vilken omarbetades till TV-manus av Daniel Alfredson och Gunilla Jensen. Fotograf var Peter Mokrosinski, scenograf Kicki Ilander och klippare Håkan Karlsson. Musiken komponerades av Fläskkvartetten. Serien visades första gången i Kanal 1 mellan den 19 och 26 september 1995. Alfredson belönades 1995 med Chaplin-priset för sina insatser i produktionen.